# Quercus blakei
Quercus blakei es una especie del género Quercus dentro de la familia Fagaceae. Está clasificada en el subgénero Cyclobalanopsis; que son robles del este y sureste de Asia. Árboles que crecen hasta 10-40 m de altura. Se diferencian del subgénero Quercus en que tienen bellotas con distintivas tazas teniendo crecientes anillos de escamas, tienen en común las densamente agrupadas bellotas, aunque esto no se aplica a todas las especies.

## Distribución y hábitat
Crece en los densos bosques de los valles de montaña, entre los 100-2500 metros en China ( Guangdong, Guangxi, Guizhou y Hainan), Laos y Vietnam.

## Descripción
Quercus blakei es un árbol de hoja perenne que alcanza un tamaño de 10-15 m de altura, pero llega a 30 m. Las ramas son glabras, con numerosas lenticelas en las ramas viejas de 2 años. Las hojas miden 8-17 x 2-4 cm, estrechamente elíptico-ovales a oval-lanceoladas, coriáceas, de color verde brillante por encima y densamente tomentosas por debajo (las hojas jóvenes tienen un tomento rojizo). El margen es entero, apical medio dentada; cuneada la base. El ápice es acuminado, con 8-14 pares de nervios laterales. Los pecíolos son delgados, glabros, de 1 0,5-3 cm de largo. Las flores femeninas florecen hacia marzo, en inflorescencias de 2 cm. Las bellotas son ovoides que miden 2,5-3,5 cm de largo x 1,5-3 cm de diámetro, solas o en parejas. La taza es fina (1 mm), mide 5-10 mm de largo x 20-30 mm de ancho, con 6-7 anillos denticulados en el borde exterior. La superficie es de color gris marrón tormentoso, anaranjado y sedoso dentro, aplanado, que cubre sólo la base de la núcula. La cicatriz basal de 7-11 mm de ancho, plana o impresa. El estilo es persistente, glabrescente. Las bellotas maduran al cabo de 1 año.

## Taxonomía
Quercus blakei fue descrita por Sidney Alfred Skan y publicado en Hooker's Icones Plantarum 27(3): pl. 2662. 1900.
Etimología
Quercus: nombre genérico del latín que designaba igualmente al roble y a la encina.
blakei: epíteto
Sinonimia
- Cyclobalanopsis blakei (Skan) Schottky
- Quercus blackei S.C.Lee
- Quercus blakei var. parvifolia Merr.[1][4]